# Alta Velocidad Española

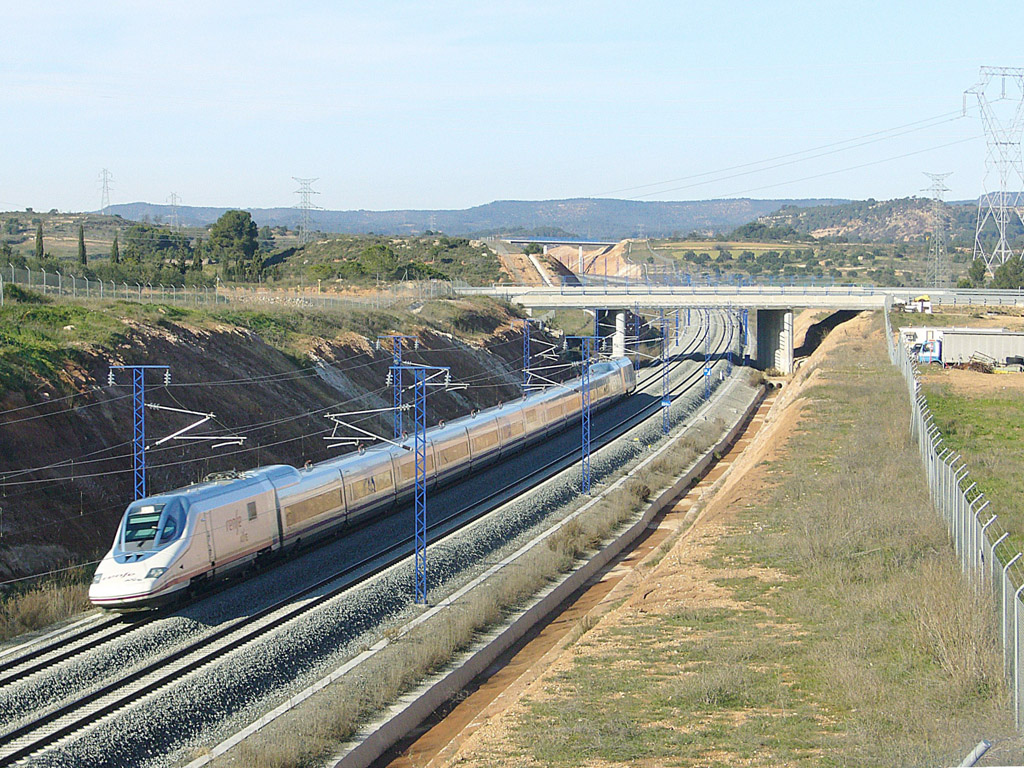
Tren Talgo 350 între Tarragona și Madrid

AVE sau Alta Velocidad Española (care înseamnă Viteză Mare Spaniolă în spaniolă ave însemnând pasăre) este rețeaua de căi ferate de mare viteză din Spania. Trenurile de mare viteză care parcurg aceste linii pot circula cu 300 km pe oră.
Rețeaua AVE a fost lansată pe 21 aprilie 1992, cu primele trenuri între Madrid (Gara Atocha) și Sevilia, o distanță de 471 km.

## Linii

Liniile AVE construite, în construcţie, planificate şi în studiu (Februarie 2008)

În prezent, rețeaua AVE este compusă din patru linii:
- AVE Larga Distancia Madrid-Sevilla (Madrid-Ciudad Real-Puertollano-Córdoba-Sevilia) (471 km) a fost lansată pe 21 aprilie 1992, fiind prima linie de mare viteză din Spania.
- AVE Large Distancia Madrid-Barcelona (Madrid-Guadalajara-Catalayud-Zaragoza-Lleida-Tarragona-Barcelona) a fost finalizată pe 20 februarie 2008, odată cu deschiderea porțiunii Tarragona - Barcelona. Primul segment de la Madrid până la Lleida fusese deschis pe 11 octombrie 2003, iar Lleida - Tarragona în 2006. Linia Madrid - Barcelona permite efectuarea călătoriei de 621 km în doar 2 ore și 38 de minute, la viteze de 300 km/h.
- AVE Lanzadera Madrid-Puertollano (Madrid-Ciudad Real-Puertollano)
- Talgo 200 Madrid-Málaga (Madrid-Ciudad Real-Puertollano-Córdoba-Málaga)